# Family Honeymoon
Family Honeymoon (bra: Lua de Mel com Pimenta ou Lua-de-Mel com Pimenta) é um filme estadunidense de 1949, do gênero comédia, dirigido por Claude Binyon, e estrelado por Claudette Colbert e Fred MacMurray. O roteiro de Dane Lussier foi baseado no romance homônimo de 1942, de Homer Croy.
A trama retrata a história de um solteiro que se casa com uma viúva e viaja para sua lua de mel acompanhado dela e de seus três filhos. Este foi o sétimo e último filme que Colbert e MacMurray co-estrelaram juntos.

## Sinopse
Katie Armstrong (Claudette Colbert) é uma mulher viúva e mãe de três filhos – Abner (Peter Miles), Charlie (Jimmy Hunt) e Zoe (Gigi Perreau). Grant Jordan (Fred MacMurray), um professor de botânica, decide casar-se com ela, apesar dos planos ardilosos de Minna Fenster (Rita Johnson), sua ex-namorada, de afastá-los. No dia do casamento, a tia Jo (Lillian Bronson), encarregada de cuidar das crianças, sofre um acidente, forçando os três garotos a acompanharem a mãe e o padrasto durante a viagem de lua de mel. Após uma série de problemas durante a jornada, eles finalmente chegam no Grand Canyon, apenas para se depararem com Minna, ainda tramando suas artimanhas.

## Elenco
- Claudette Colbert como Katie Armstrong Jordan
- Fred MacMurray como Grant Jordan
- Rita Johnson como Minna Fenster
- Hattie McDaniel como Phyllis
- Chill Wills como Fred
- Peter Miles como Abner Armstrong
- Jimmy Hunt como Charlie Armstrong
- Gigi Perreau como Zoe Armstrong
- William Daniels como Arch Armstrong
- Lillian Bronson como Tia Jo Stevens
- Catherine Doucet como Sra. Abercrombie
- Paul Harvey como Chanceler Richard Fenster
- Irving Bacon como Sr. Webb
- Chick Chandler como Taxista
- Frank Jenks como Frentista
- Wally Brown como Tom Roscoe

## Produção
O romance de Homer Croy foi adquirido pelo produtor independente Z. Wayne Griffin, que, junto com Eugene B. Rodney, planejava produzir o filme para a Columbia Pictures. Byron Haskin foi anunciado como o possível diretor, enquanto Robert Young estava sendo cotado para estrelar a produção. Contudo, em maio de 1948, a Columbia rejeitou o projeto após o Escritório Hays desaprovar o roteiro, devido ao uso de "uma consumação atrasada de um casamento" como principal dispositivo cômico, prática proibida há vários anos. Após o roteirista Dane Lussier reformular a história, eliminando o material objetável, Griffin fechou um novo acordo com a Universal Pictures, desta vez com John Beck como seu co-produtor.

## Adaptações para a rádio
"Family Honeymoon" foi apresentado no Lux Radio Theatre em 4 de abril de 1949, com Colbert e MacMurray reprisando seus papéis. Em 23 de abril de 1951, o filme foi novamente apresentado na transmissão do Lux Radio Theatre, com Colbert e MacMurray reprisando seus papéis mais uma vez.